# Лучше звоните Солу (5-й сезон)
Пятый сезон американского драматического телесериала «Лучше звоните Солу», премьера которого состоялась 23 февраля 2020 года в США на канале AMC. Боб Оденкерк (Джимми Макгилл/Сол Гудман), Джонатан Бэнкс, Рэй Сихорн, Патрик Фабиан, Майкл Мэндо и Джанкарло Эспозито вновь исполняют свои роли из предыдущих сезонов, и к ним присоединился Тони Далтон, которого повысили до основного актёрского состава после его появления в четвёртом сезоне. Сериал является спин-оффом «Во все тяжкие», и его авторами стали Винс Гиллиган и Питер Гулд, оба из которых работали над «Во все тяжкие».
Сезон показывает развитие Джимми, вернувшего свою юридическую лицензию после годичной дисквалификации, в персонажа Сола Гудмана, к большому разочарованию Ким (Сихорн). Кроме того, присутствие Лало Саламанки (Далтон) нарушает планы Гуса Фринга (Эспозито) по построению «суперлаборатории», которая позволит ему обойти мексиканский кокаиновый картель, продавая метамфетамин местного производства.

## В ролях

### Основной состав
- Боб Оденкерк в роли Джимми Макгилла / Сола Гудмана / Джина Такавича, адвоката, который получил назад свою юридическую лицензию и теперь официально практикует под именем Сол Гудман.
- Джонатан Бэнкс в роли Майка Эрмантраута, силовика и коллектора для наркобизнеса Гуса Фринга.
- Рэй Сихорн в роли Ким Уэкслер, адвоката, которая является подругой и доверенным лицом Джимми.
- Патрик Фабиан в роли Говарда Хэмлина, единственного управляющего партнёра компании «Хэмлин, Хэмлин и Макгилл» после смерти Чака Макгилла.
- Майкл Мэндо в роли Начо Варга, агента среднего звена в наркокартеле Саламанка, который также является двойным агентом Гуса.
- Тони Далтон в роли Лало Саламанки, члена семьи Саламанка, который приезжает, чтобы помочь в управлении наркобизнесом Гектора.
- Джанкарло Эспозито в роли Гуса Фринга, дистрибьютера метамфетамина, который использует свою сеть ресторанов быстрого питания «Los Pollos Hermanos» в качестве прикрытия

### Второстепенный состав
- Макс Арсиньега в роли Доминго «Крейзи-8» Молины, распространителя метамфетамина, работающего на Начо.
- Джош Фадем в роли оператора, кино-студента, который помогает Джимми в различных проектах и махинациях.
- Хэйли Холмс в роли актрисы, кино-студентки, которая помогает Джимми в различных проектах и махинациях.
- Керри Кондон в роли Стейси Эрмантраут, овдовевшей невестки Майка и матери Кайли Эрмантраут.
- Джеремайя Битсуи в роли Виктора, одного из прихвостней Гуса.
- Рэй Кэмпбелл в роли Тайруса Китта, одного из прихвостней Гуса.
- Хуан Карлос Канту в роли Мануэля Варга, отца Начо, который является владельцем магазина мягкой мебели.
- Дин Норрис в роли Хэнка Шрейдера, агента УБН; повторяет роль из «Во все тяжкие»[1].
- Стивен Майкл Кесада в роли Стивена Гомеса, агента УБН; повторяет роль из «Во все тяжкие»[1].
- Деннис Буцикарис в роли Рича Швайкарта, сооснователя юридической фирмы «Schweikart & Coley» и босс Ким.
- Барри Корбин в роли Эверетта Экера, единственный владелец собственности, которая принадлежит Mesa Verde, и которую планируют использовать в качестве колл-центра.
- Рекс Линн в роли Кевина Вочтелла, главы банка Mesa Verde.
- Кара Пифко в роли Пэйдж Новак, старшего советника для Mesa Verde и одного из клиентов Ким.
- Лавелл Кроуфорд в роли Хьюэлла Бабино, профессионального карманника, нанятого Джимми[2].

### Приглашённые звёзды
- Роберт Форстер в роли Эда Галбрэйта, мастера по ремонту пылесосов, который также занимается подпольным бизнесом по созданию новых личностей; повторяет роль из «Во все тяжкие» и «Пути»[1].
- Хавьер Граэда в роли Хуана Болса, босса мексиканского наркокартеля.
- Питер Дисет в роли Билла Оукли, заместителя окружного прокурора.
- Стефан Капичич в роли Каспера, члена команды Вернера Циглера по строительству метамфетаминовой «суперлаборатории» Гуса.
- Бен Бела Бём в роли Кая, члена команды Вернера Циглера по строительству метамфетаминовой «суперлаборатории» Гуса.
- Марк Марголис в роли Гектора Саламанки, некогда жестокий наркобарон, который после инсульта остался неспособным ходить и говорить[3].
- Саша Фельдман и Морган Крэнц в ролях Стики и Рона, пары наркоманов и мелких преступников, которые становятся клиентами Джимми.
- Дж. Б. Бланк в роли Барри Гудмана, врача на зарплате у Гуса Фринга.
- Стивен Огг в роли Собчака / мистера X, преступника и частного детектива.
- Эд Бегли-мл. в роли Клиффорда Мэйна, основателя юрфирмы «Davis & Main», где Джимми работал адвокатом во втором сезоне.
- Норберт Вайссер в роли Питера Шулера, главы Madrigal Electromotive, материнская компания Los Pollos Hermanos.
- Лора Фрейзер в роли Лидии Родарт-Куэйл, исполнительного директора Madrigal Electromotive.
- Джо ДеРоса в роли Кальдеры[4].

## Производство

### Разработка
28 июля 2018 года AMC продлил «Лучше звоните Солу» на пятый сезон, незадолго до выхода в эфир четвёртого сезона.

### Сценарий
О том, чего ожидать в пятом сезоне, соавтор сериала Питер Гулд сказал:
Похоже, что первым шагом Джимми будет попытка использовать все контакты, которые у него есть в мире продажи мобильных телефонов. Но не забывайте, он также знает ветеринара [Кальдеру] ... и ветеринар является чем-то вроде Крейгслиста для преступного мира в Альбукерке. Так что он может довольно далеко забраться. Вопрос в том, как он создаёт себе репутацию не просто адвокатом по криминалу, но и криминальным адвокатом? И что это значит для него в данный момент? Потому что ситуации могут потребовать от него делать вещи и закрывать глаза на то, что Джимми Макгилл не смог бы выдержать.

### Кастинг
Члены основного актёрского состава Боб Оденкерк, Джонатан Бэнкс, Рэй Сихорн, Патрик Фабиан, Майкл Мэндо и Джанкарло Эспозито вновь исполняют роли Сола Гудмана / Джимми Макгилла, Майка Эрмантраута, Ким Уэкслер, Говарда Хэмлина, Начо Варга и Гуса Фринга из предыдущих сезонов. Тони Далтон, который появился в последних трёх эпизодах четвёртого сезона в роли Лало Саламанки, был повышен до основного актёрского состава в пятом сезоне. В январе 2020 года было подтверждено, что актёры из «Во все тяжкие» Дин Норрис и Стивен Майкл Кесада вновь исполнят свои роли Хэнка Шрейдера и Стива Гомеса, также как и Роберт Форстер, который посмертно появится в роли персонажа Эда Галбрэйта. Первый эпизод сезона посвящён Форстеру.

### Съёмки
Съёмки пятого сезона начались 10 апреля 2019 года в Альбукерке, Нью-Мексико, и завершились в сентябре 2019 года.

## Эпизоды
| № общий | № в сезоне | Название                                          | Режиссёр          | Автор сценария            | Дата премьеры   | Зрители в США (млн) |
| --- | ---------- | ------------------------------------------------- | ----------------- | ------------------------- | --------------- | ------------------- |
| 41 | 1          | «Волшебник» «Magic Man»                           | Бронуэн Хьюз      | Питер Гулд                | 23 февраля 2020 | 1,60                |
| В настоящем, встревоженный Джин пытается понять, преследует ли его полиция. По возвращении на работу в булочную таксист из Альбукерке, ранее подвозивший Джина из больницы, находит его на обеденном перерыве и заставляет вслух произнести имя Сола. Джин связывается со специалистом по «исчезновениям» Эдом, но в последний момент передумывает. В 2004 году Джимми говорит Ким, что псевдоним Сол Гудман, который является частью его сотового бизнеса, даёт ему мгновенную клиентскую базу по уголовному праву. Начо сообщает слухи о том, что кокаин, который Саламанки получают через Густаво, хуже, что подтверждает Лало. Фринг лжёт Лало и Хуану Болсе, что Вернер работал на него, чтобы построить охладитель на куриной ферме под наблюдением Майка, но сбежал с украденным кокаином, который Густаво заменил на местный метамфетамин. Лало принимает легенду Фринга, но остаётся подозрительным. Сол раздаёт оставшиеся у него сотовые телефоны, чтобы объявить о своей новой юридической практике. Густаво закрывает строительство лаборатории из-за подозрений Лало, и Майк отправляет команду Вернера домой. Майк отказывается принимать оплату во время простоя из-за недовольства отсутствием сострадания Фринга к Вернеру. Съёмочная группа Сола помогает создать рекламу для его новой практики, симулируя конфронтацию с заместителем окружного прокурора Оукли. Клиент Ким неохотно принимает выгодную сделку о признании вины. Сол предлагает помочь обмануть клиента и заставить его согласиться. Она отказывается, но потом сама проводит аферу. |            |                                                   |                   |                           |                 |                     |
| 42 | 2          | «Скидка 50%» «50% Off»                            | Норберто Барба    | Элисон Татлок             | 24 февраля 2020 | 1,06                |
| Лало узнаёт от Гектора, что Густаво находится под защитой картеля до тех пор, пока он продолжает приносить деньги на наркотики. Густаво вынуждает Начо найти способ завоевать доверие Лало. После того, как Доминго «Крейзи-8» Молина арестован при попытке починить один из наркопритонов Саламанки, Начо бросается в дом, чтобы восстановить запасы наркотиков, прежде чем полицейские захватят дом, впечатляя Лало. Стейси звонит Майку, чтобы он присмотрел за Кайли, но когда она спрашивает о своём отце, он кричит на неё, и она убегает в свою комнату. Ким умоляет Джимми больше не вмешиваться в дела её клиентов, поскольку они рассматривают возможность покупки дома. Джимми работает, чтобы получить высокую пропускную способность сделок о признании вины для своих клиентов в здании суда с прокурорами штата. Когда Джимми покидает здание суда после продуктивного дня, его заставляют сесть в машину Начо. |            |                                                   |                   |                           |                 |                     |
| 43 | 3          | «Парень для этого» «The Guy For This»             | Майкл Моррис      | Энн Черкис                | 2 марта 2020    | 1,18                |
| Начо доставляет Джимми к Лало, который хочет, чтобы Доминго был освобожден из тюрьмы. Джимми в роли Сола придумывает уловку, привлекая агентов Управления по борьбе с наркотиками Хэнка Шрейдера и Стивена Гомеса. Хотя они подозревают обман, Сол принимает меры, чтобы Доминго вышел на свободу в обмен на то, что он станет конфиденциальным информатором Хэнка и раскроет местонахождение тайников Гаса. Джимми выясняет, что Лало планирует привлекать его больше в будущем. Начо пытается заставить кого-нибудь купить магазин его отца, чтобы отец мог безопасно уйти на пенсию вдали от мира наркотиков, но его отец распознает уловку. Начо раскрывает план Лало в отношении Доминго Фрингу, и Гас решает не вмешиваться, потому что вмешательство раскроет, что у него есть крот в организации Саламанки. Майк продолжает переживать из-за смерти Вернера. Ким отстраняют от работы по уголовным делам на безвозмездной основе, чтобы она разобралась с упрямым домовладельцем, который отказывается покинуть свою землю, чтобы освободить место для колл-центра «Меса Верде». Первоначально Ким требует подчиниться решению суда, но позже возвращается с искренним предложением помочь ему переехать, но домовладелец обвиняет ее в притворстве и отказывается. |            |                                                   |                   |                           |                 |                     |
| 44 | 4          | «Намасте» «Namaste»                               | Гордон Смит       | Гордон Смит               | 9 марта 2020    | 1,22                |
| Джимми встречается с Говардом за обедом, во время которого Говард предлагает Джимми должность в HHM. Джимми расстроен этим предложением и позже с помощью трех шаров для боулинга повреждает дорогую машину Говарда. Ким пытается убедить «Меса Верде» использовать альтернативный план развития и оставить дом мистера Акера, но Кевин настаивает на его выселении. Ким решает привлечь Джимми в роли Сола, который представляет Акера в иске против банка. Гас работает с Виктором и Диего, чтобы гарантировать, что Управление по борьбе с наркотиками найдет три тайника, о которых Доминго рассказал им после своего ареста. Стейси говорит Майку, что ей пока неудобно, что он нянчится с Кейли. Той ночью Майка избивает и местная банда, с которой он ранее выяснял отношения, и он просыпается в неизвестном пуэбло. |            |                                                   |                   |                           |                 |                     |
| 45 | 5          | «Посвящается Максу» «Dedicado a Max»              | Джим Маккей       | Хэзер Мэрион              | 16 марта 2020   | 1,45                |
| Майк просыпается на ранчо в Мексике, которое связано с Гасом, в том числе фонтан, посвященный Максу. Доктор Барри Гудман лечит Майка и рекомендует ему остаться и долечиться. Позже прибывает Гас и просит помощи Майка в войне Гаса против Саламанок. Майк отказывается убивать просто для достижения целей Гаса, но Гас говорит, что обращается к Майку, потому что Майк понимает потребность Гаса в мести. Джимми в качестве Сола создает задержки в выселении Акера «Меса Верде». Ким пытается взять самоотвод, заявляя о конфликте интересов, но Кевин настаивает на том, чтобы она осталась, и отказывается от любых компромиссов. Говард просит Джимми принять его предложение присоединиться к HHM, и Джимми утверждает, что все еще думает об этом. Джимми предполагает, что у Акера не осталось другого выбора, кроме как найти «грязь» на Кевина, и пытается убедить Ким двигаться дальше, но она решает продолжить. Джимми нанимает Собчака, но тот считает, что обыск дома Кевина не выявил ничего опасного, но понимающая улыбка Ким, когда она просматривает фотографии Собчак, указывает на то, что она замечает что-то полезное. Рич Швайкарт предлагает Ким отказаться от бизнеса «Меса Верде», правильно делая вывод, что ее предназначение не в этом, но она сердито отказывается. |            |                                                   |                   |                           |                 |                     |
| 46 | 6          | «Уэкслер против Гудмана» «Wexler v. Goodman»      | Майкл Моррис      | Томас Шнауц               | 23 марта 2020   | 1,40                |
| Ким говорит Джимми, что не хочет шантажировать Кевина и хочет достичь соглашения между «Меса Верде» и Эвереттом Акером. Джимми соглашается, но на собрании по окончательному урегулированию ошеломляет всех, требуя 4 миллиона долларов. Ким считает, что логотип «Меса Верде» был вдохновлен фотографией, на использование которой банк так и не получил разрешения. Джимми оказывает давление на Кевина, угрожая судебным запретом на отображение логотипа и угрожая запустить телевизионную рекламу с поиском истцов для коллективных исков против банка, что негативно повлияет на образ отца Кевина. Кевин наедине встречается с Джимми и соглашается заплатить Акеру и фотографу. Ким выясняет отношения с Джимми, расстроенная тем, что он выставил ее «лохом» для своей аферы. Она предлагает Джимми пожениться. Гас, Виктор и Майк встречаются с Начо, который сообщает полиции о плане Лало раскрыть местонахождение уличных торговцев Гаса. Гас приказывает Виктору отказаться от низкоуровневых сотрудников, убедившись, что ничто не приведет обратно к Гасу. Майк тайно указывает полиции на причастность Лало к убийству клерка Фреда, и улики указывают на Лало. |            |                                                   |                   |                           |                 |                     |
| 47 | 7          | «ДММ» «JMM»                                       | Мелисса Бернштейн | Элисон Татлок             | 30 марта 2020   | 1,30                |
| Джимми и Ким женятся, применяя супружеские привилегии к своим разговорам. Лало обвиняется в убийстве, он говорит Солу внести залог. Ким и Рич извиняются за исход дела Акера. Кевин говорит, что сообщит им позже, оставит ли он их. Ким и Рич возвращаются, и Ким напоминает Кевину, что он проигнорировал их совет. Ким говорит, что независимо от того, оставит ли он их или наймет нового адвоката, она надеется, что Кевин будет готов слушать, и тот выражает свое одобрение. Майк говорит Стейси, что решил проблему, вызвавшую его недавний гнев. Начо говорит Майку, что Лало хочет, чтобы Начо сжег один из ресторанов Гаса. Гас и другие владельцы дочерних компаний сообщают обновленную информацию Питеру, генеральному директору «Мадригал». Гас информирует Питера и Лидию о состоянии метамфетаминовой лаборатории. Начо и Гас уничтожают «Los Pollos Hermanos», чтобы сохранить за Начо роль крота Гаса. Сол использует информацию Майка, чтобы обвинить полицию в фабрикации улик против Лало. Залог установлен в размере 7 миллионов долларов, которые, по словам Лало, он может заплатить. Говард выясняет отношения с Джимми и отменяет его предложение о работе. Джимми винит Говарда в смерти Чака и говорит, что как Сол он стал слишком большим для ограничений HHM. |            |                                                   |                   |                           |                 |                     |
| 48 | 8          | «Коммивояжёр» «Bagman»                            | Винс Гиллиган     | Гордон Смит               | 6 апреля 2020   | 1,42                |
| После некоторого колебания Джимми соглашается привезти 7 миллионов долларов для внесения залога за Лало Саламанку, назначив цену за свои услуги в 100 тыс. долларов. Теперь уже супруга Джимми Ким Векслер не в восторге от такой затеи, но Джимми уверяет ее, что всё пройдёт благополучно. В пустыне недалеко от мексиканской границы Джимми получает от братьев Марко и Леонеля Саламанка две большие сумки с наличностью, но на обратном пути его заставляет остановиться банда грабителей. От неминуемой гибели Джимми спасает вооруженный снайперской винтовкой Майк Эрмантраут, который негласно следовал за ним. С деньгами они продолжают путь вместе на машине Джимми, так как радиатор в пикапе Майка оказался прострелен. Вскоре оказывается, что генератор в машине Джимми пробит пулей и ехать дальше она не может. Столкнув машину в овраг, дальше по пустыне спутники двигаются пешком, преодолевая жажду и изнеможение, пытаясь поймать мобильную сеть и добивая одного из грабителей, сумевшего выжить в перестрелке и рыскавшего в их поисках. Не дождавшись Джимми к утру следующего дня, Ким Векслер под видом адвоката Лало Саламанки встречается с ним в следственном изоляторе, пытаясь выведать у него возможное местонахождение Джимми, но не получает от него никакой помощи. |            |                                                   |                   |                           |                 |                     |
| 49 | 9          | «Дорога плохих выборов» «Bad Choice Road»         | Томас Шнауц       | Томас Шнауц               | 13 апреля 2020  | 1,51                |
| Сумев поймать сигнал в пустыне, Джимми звонит Ким сообщить, что с ним всё в порядке. Добравшись до цивилизации, Джимми и Майк дожидаются подручных Гуса Фринга Виктора и Тайруса, которые отвозят их в Альбукерке. По дороге они сочиняют легенду для объяснения долгого отсутствия Джимми. В Альбукерке Джимми сдаёт привезённые деньги в бюро приёма залогов, привлекая внимание присутствующих юристов. Лало Саламанка выходит на свободу, а Джимми своё долгое отсутствие объясняет ему поломкой машины на обратном пути. Дома Джимми скрывает от Ким своё приключение, но в сумке с гонораром она обнаруживает простреленный стакан, который Джимми забрал из машины. Майк докладывает об инциденте Гусу Фрингу, который вычисляет, что нападавшие были подосланы Хуаном Болсой. Фринг не соглашается позволить Начо Варге выйти из дела. Джимми страдает посттравматическим синдромом, проваливает дело клиента в суде. Ким увольняется из юридической фирмы «Швайкарт энд Кокли» и сдаёт дела банка «Mesa Verde», чтобы всё время посвятить деятельности общественного адвоката, чего Джимми решительно не одобряет. Лало Саламанка намерен скрыться от правосудия, и Начо Варга отвозит его к мексиканской границе. В пустыне Лало находит машину Джимми, обнаруживает в ней пулевые отверстия и возвращается с Начо обратно в Альбукерке, где приходит к Джимми и просит его рассказать, что на самом деле с ним случилось. Подавленный Джимми раз за разом вынужден повторять заготовленную легенду. Тем временем Майк в доме напротив держит Лало на прицеле своей снайперской винтовки и слушает их разговор через оставленный включенным Джимми мобильный телефон. Присутствующая при разговоре Ким, не выдержав настырности Лало, вступается за Джимми и разражается в адрес Лало обличительной тирадой. Выслушав Ким, Лало удаляется и велит Начо везти его в Мексику. |            |                                                   |                   |                           |                 |                     |
| 50 | 10         | «Что-то непростительное» «Something Unforgivable» | Питер Гулд        | Питер Гулд и Ариэль Левин | 20 апреля 2020  | 1,59                |
| После отъезда Лало Саламанки Майк, слышавший всю беседу, по телефону говорит Джимми, что Ким его спасла. Джимми рассказывает Ким правду о своей поездке за деньгами и в целях безопасности они спешно переселяются в гостиницу. На следующий день на руинах ресторана "Братья-Цыплята" Майк отчитывается Гусу Фрингу о маршруте Лало Саламанки, и они обсуждают план его устранения и вызволения Начо Варги. После ухода Ким на работу в суд озабоченный её безопасностью Джимми едет к Майку и требует объяснить, что происходит, и зачем ему пришлось врать Лало Саламанке. Майк соглашается только сказать, что через сутки ему не о чем будет беспокоиться. Ободрённые этой новостью, Джимми и Ким собираются вернуться из гостиницы к себе домой. Лало с Начо приезжает в свой особняк в Чиуауа, где готовит его к встрече с доном Эладио. Отлучившись в уборную, Начо обнаруживает пропущенный звонок, и, перезвонив, получает инструкции о дальнейших действиях, после чего сигнал пропадает. Лало представляет Начо дону Эладио, и тот, побеседовав с ним один на один, одобряет его кандидатуру в качестве представителя картеля в США. Ночью Начо Варга в доме мастерит приспособление для отпирания замка ворот особняка Лало, через которые должны проникнуть киллеры. Но выйдя во двор, он натыкается на отдыхающего Лало и вынужден к нему присоединиться. Под предлогом принести спиртного Начо идет в дом, устраивает задымление и возвращается к Лало, а затем, пользуясь отсутствием Лало, помчавшегося в дом, отпирает ворота, впускает киллеров, а сам бежит. Лало удаётся перехитрить киллеров; воспользовавшись туннелем, покинуть особняк и расстрелять их, когда они, преследуя его, спустились в туннель. Одного из киллеров, оставшегося в живых, он заставляет позвонить заказчику и сообщить об успехе покушения.                                         |            |                                                   |                   |                           |                 |                     |